# Центр управления полётами

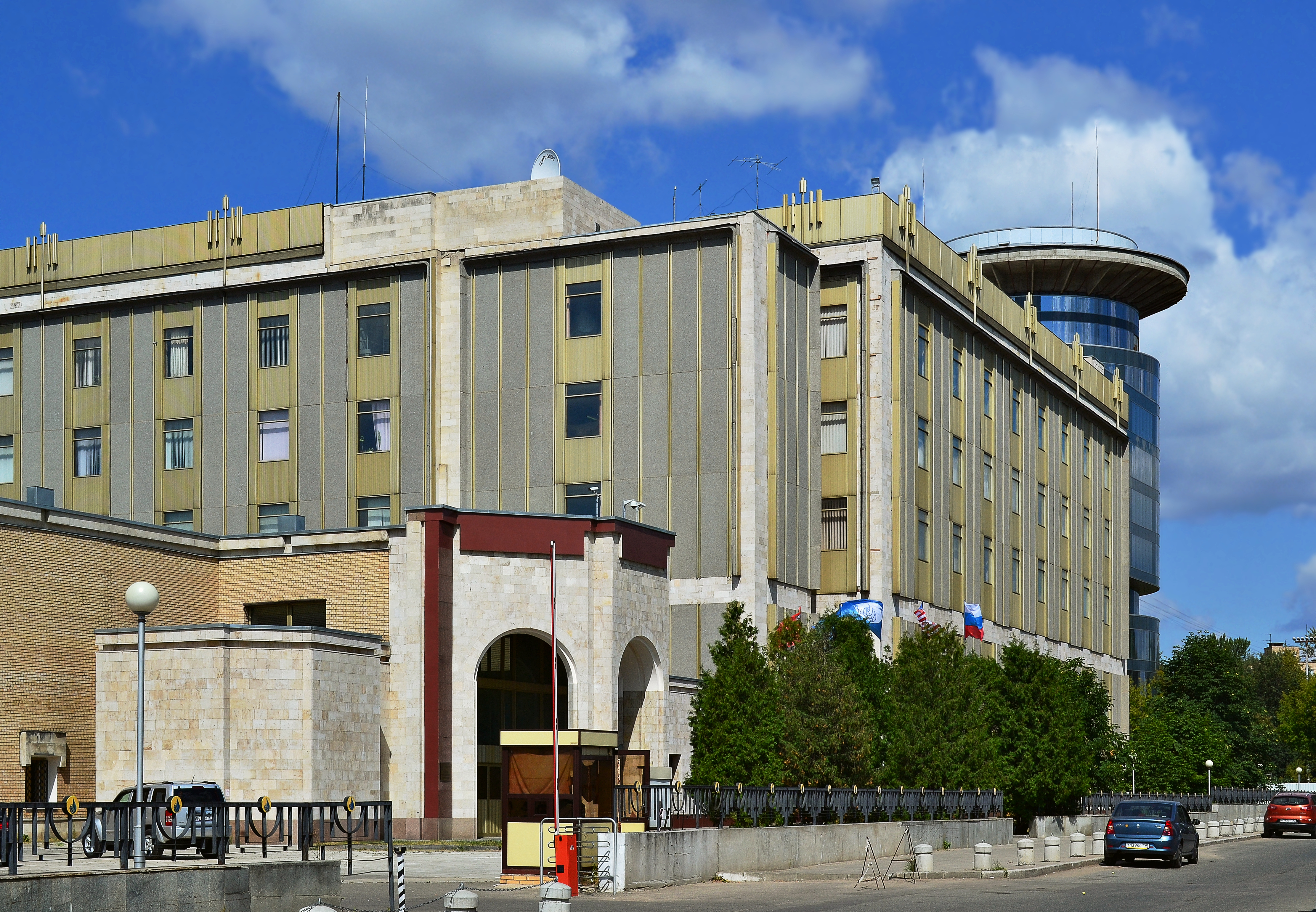
Здание Центра управления полётами в г. Королёве

Центр управления полётами (ЦУП) Государственной корпорации по космической деятельности «Роскосмос» — наиболее крупное научно-исследовательское подразделение АО «Центральный научно-исследовательский институт машиностроения» (ФГУП ЦНИИмаш).
«Зеркало» ЦУПа планируется создать в Национальном космическом центре в Москве.

## Задачи ЦУП
По состоянию на сентябрь 2016 года ЦУП обеспечивает практическое управление полётами до 20 космических аппаратов разных классов одновременно: пилотируемых орбитальных комплексов, космических кораблей, автоматических межпланетных станций и искусственных спутников Земли социально-экономического и научного назначения. В планах по модернизации указано новое планируемое количество одновременно управляемых космических аппаратов — 45. Одновременно ЦУП ведёт научные и проектные исследования и разработку методов, алгоритмов и средств решения задач управления, баллистики и навигации, а также занимается экспертизой космических проектов по направлению своих работ.

## Хронология
- 1960—1964: Создание Вычислительного центра (ВЦ) в Государственном союзном научно-исследовательском институте № 88 (ныне Центральный НИИ машиностроения Росавиакосмоса). На ВЦ и баллистическое подразделение НИИ-88 возлагаются функции баллистического центра отрасли — БЦ-2 (БЦ-1 — в Министерстве обороны, БЦ-3 — в Академии наук СССР). БЦ-2 начал участвовать в управлении космическими аппаратами (КА) с 1963 года.
- 1965—1972: Преобразование ВЦ в Координационно-вычислительный центр (КВЦ) с возложением на него задач по информационному обеспечению государственных комиссий, обработке и отображению информации при лётно-конструкторских испытаниях пилотируемых кораблей и автоматических станций, спутников научного и прикладного назначения. БЦ-2, вошедший в состав КВЦ, становится головным по автоматическим межпланетным станциям («Венера», «Марс») и спутникам прикладного и научного назначения («Метеор», «Протон», АУОС и др.), выполняет функции дублирующего БЦ по пилотируемым программам (корабли «Союз», станция «Салют»).

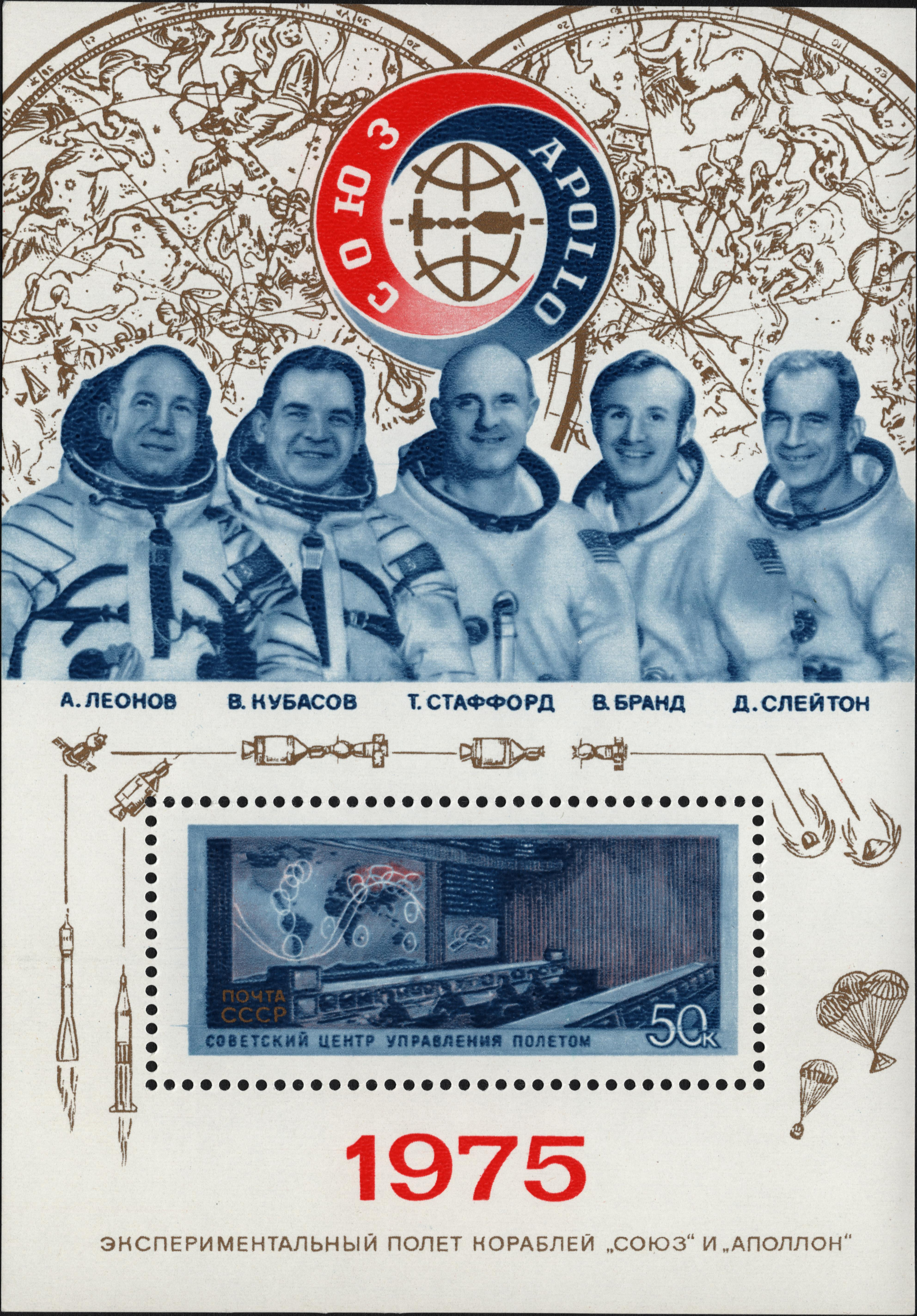
Советский центр управления полетом на почтовом блоке СССР 1975 года, посвящённом экспериментальному полёту «Союз — Аполлон»

- 1973—1976: Создание на базе КВЦ Советского центра управления полётом с новым комплексом технических средств для обеспечения реализации совместного с США экспериментального проекта «Союз» — «Аполлон». Специалистами советского и американского ЦУПов проводится большая работа по согласованию терминологии, моделей движения КА, технической документации, организации взаимодействия двух ЦУПов. Обеспечивается управление модернизированными кораблями «Союз» в беспилотном и пилотируемом вариантах. БЦ ЦУПа становится головным по пилотируемым программам. ЦУП в Евпатории становится Запасным ЦУП[3]. В ЦУПе создаётся подразделение командно-программного обеспечения управления полётом. Совместный полёт пилотируемых кораблей «Союз-19» («СССР) и Аполлон» (США) с их стыковкой на орбите и взаимными переходами членов экипажей из корабля в корабль состоялся в июле 1975 года.
- 1977: Возложение на ЦУП задач по управлению полётами всех советских космических кораблей, пилотируемых орбитальных и автоматических межпланетных станций. Модернизация технических средств для обеспечения длительной работы с пилотируемыми орбитальными станциями.
- 1977—1982: Управление полётом орбитальной станции «Салют-6». На станции побывало 27 человек, в том числе 8 иностранных космонавтов. К станции совершил полёт и стыковался с ней 31 КА, в том числе 16 пилотируемых кораблей.
- 1978—1988: Обеспечение управления полётом автоматических межпланетных станций. Полёты автоматических станций к Венере состоялись в 1978, 1981 и 1983 годах, к Венере и комете Галлея — в 1984—1986 годах, к Марсу и его спутнику Фобосу — в 1988—1989 годах.
- 1982—1991: Управление полётом орбитальной станции «Салют-7». На станции побывал 21 человек, в том числе 2 иностранных космонавта. К станции совершили полёты и стыковались с ней 24 КА, в том числе 9 пилотируемых кораблей.
- «1986—2001: Управление полётом орбитальной станции Мир». На станции побывало 104 человека, в том числе 62 иностранных космонавта. К станции совершили полёты и стыковались с ней 109 КА, в том числе 39 пилотируемых кораблей (из них 9 американских).
- 1987—1988: Создание методических, программных и технических средств в обеспечение управления универсальной ракетно-космической транспортной системой (УРКТС) «Энергия-Буран». Ввод в эксплуатацию Центра управления УРКТС «Энергия-Буран». Первый пуск ракеты-носителя «Энергия» состоялся в 1987 году, полёт корабля «Буран» — в 1988 году.

## Современные задачи
- 1991: Возложение на ЦУП нового направления работ по имитационному моделированию сложных систем для решения задач космической и других отраслей экономики.
- 1998 — по настоящее время: Завершение подготовки ЦУПа к управлению полётом Международной космической станции (МКС). Управление российским сегментом МКС. (модули «Заря» и «Звезда», американский сегмент — модули «Юнити», и «Дестини»). С ноября 2000 года МКС стала постоянно обитаемой
- 1999 — по настоящее время: Создание сектора управления КА социально-экономического и научного назначения (НСЭН). Впервые Главная оперативная группа управления сформирована на базе персонала ЦУПа. В том же году ЦУП приступил к управлению КА дистанционного зондирования Земли «Океан-О» (совместный проект России и Украины) и осуществлял управление КА «Метеор-3М» и Ресурс-ДК1.
- С 2011 года проводится управление аппаратом Электро-Л № 1.
- По состоянию на 2016 год под управлением сектора КА НСЭН находятся КА «Луч-5А», «Луч-5Б», «Луч-5В», «Ресурс-П» № 1, 2, 3, «Электро-Л» № 1 и № 2, «Канопус-В» и «БелКА-2».